# Saison 2011-2012 de la LCHF
Saison précédente Saison suivante

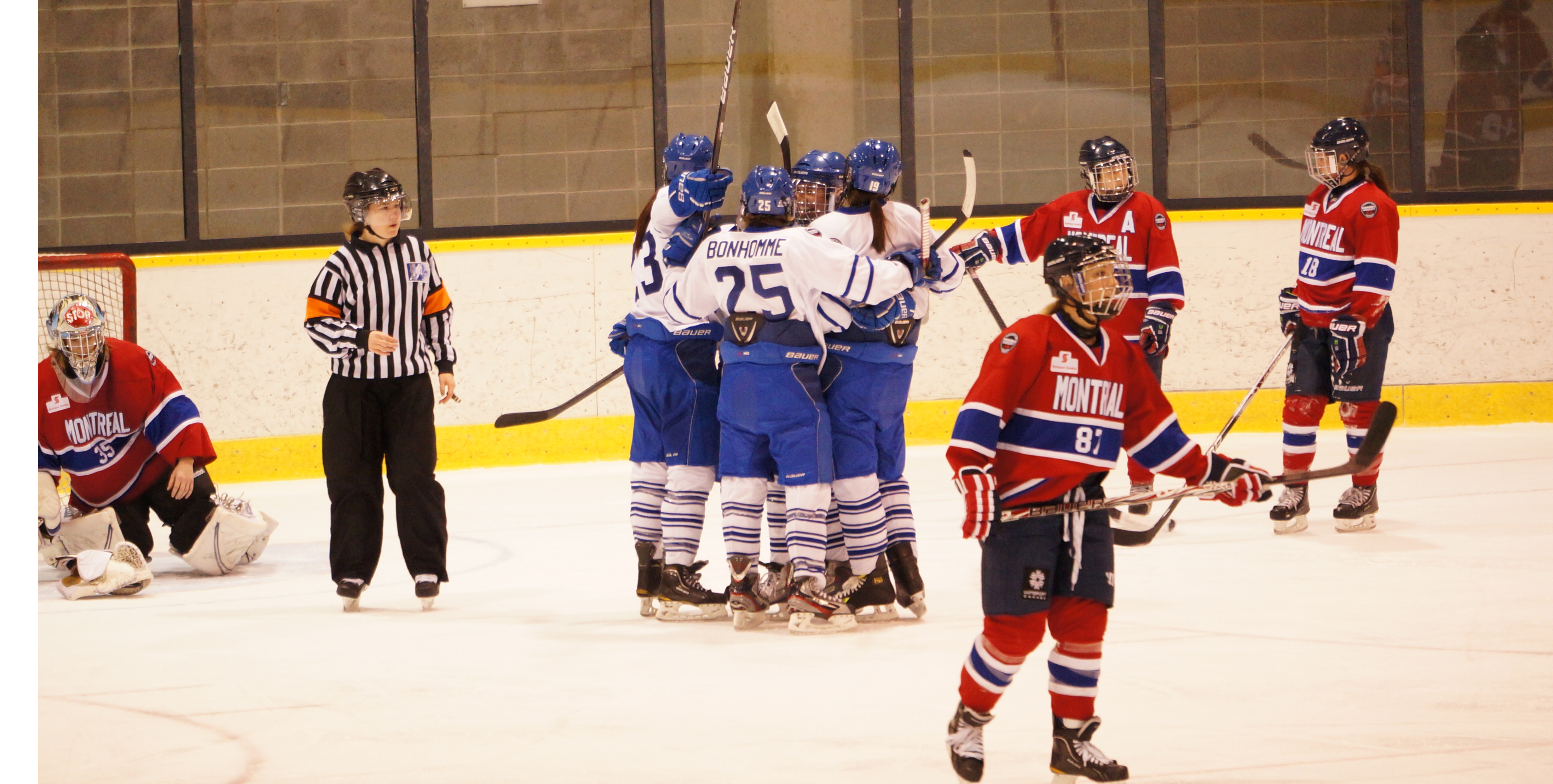
Match du 8 janvier 2012 de l'équipe de hockey des Toronto Furies

La saison 2011-2012 est la cinquième saison de la Ligue canadienne de hockey féminin (LCHF). La saison régulière voit six équipes jouer 26 parties. La ligue accueille pour la première fois une franchise basée dans l'Ouest canadien : l'Alberta. Les Stars de Montréal terminent premières de la saison régulière pour la cinquième année consécutive. Elles confirment ensuite en conservant la Coupe Clarkson, s'imposant en finale 4-2 face au Thunder de Brampton.

## Saison régulière
| Clt   | Équipe                   | PJ | V  | D  | DP | DF | BP  | BC  | Diff | Pts |
| ----- | ------------------------ | -- | -- | -- | -- | -- | --- | --- | ---- | --- |
| +001, | Stars de Montréal        | 27 | 22 | 4  | 0  | 1  | 160 | 66  | +94  | 45  |
| +002, | Blades de Boston         | 27 | 20 | 7  | 0  | 0  | 107 | 61  | +46  | 40  |
| +003, | Thunder de Brampton      | 27 | 18 | 7  | 1  | 1  | 102 | 80  | +22  | 38  |
| +004, | Furies de Toronto        | 27 | 9  | 13 | 2  | 3  | 75  | 105 | -30  | 23  |
| +005, | Alberta                  | 15 | 5  | 10 | 0  | 0  | 38  | 66  | -28  | 10  |
| +006, | Barracudas de Burlington | 27 | 1  | 26 | 0  | 0  | 46  | 150 | -104 | 2   |

- En gras : vainqueur de la saison régulière, qualifié pour la Coupe Clarkson
- En italique : qualifié pour la Coupe Clarkson

### Statistiques

#### Meilleures pointeuses
| Joueuse            | Équipe              | PJ | B  | A  | Pts | +/- | Pun |
| ------------------ | ------------------- | -- | -- | -- | --- | --- | --- |
| Meghan Agosta      | Stars de Montréal   | 27 | 41 | 39 | 80  | +56 | 16  |
| Caroline Ouellette | Stars de Montréal   | 27 | 30 | 36 | 66  | +47 | 12  |
| Vanessa Davidson   | Stars de Montréal   | 27 | 24 | 25 | 49  | +40 | 26  |
| Kelli Stack        | Blades de Boston    | 27 | 24 | 17 | 41  | +32 | 30  |
| Gillian Apps       | Thunder de Brampton | 27 | 19 | 20 | 39  | +28 | 69  |
| Jayna Hefford      | Thunder de Brampton | 27 | 21 | 13 | 34  | +23 | 28  |
| Noémie Marin       | Stars de Montréal   | 24 | 12 | 22 | 34  | +22 | 16  |
| Cherie Piper       | Thunder de Brampton | 25 | 12 | 21 | 33  | +23 | 10  |
| Erika Lawler       | Blades de Boston    | 26 | 11 | 22 | 33  | +24 | 10  |
| Gigi Marvin        | Blades de Boston    | 27 | 10 | 21 | 31  | +22 | 24  |

#### Meilleures gardiennes
Ci-après les meilleures gardiennes de la saison régulière ayant joué au moins 480 minutes.
| Gardienne             | Équipe(s)           | PJ | V  | D | Pr. | Min   | BC | Moy  | %Arr | Bl |
| --------------------- | ------------------- | -- | -- | - | --- | ----- | -- | ---- | ---- | -- |
| Molly Schaus          | Blades de Boston    | 23 | 16 | 7 | 0   | 1 386 | 55 | 2,38 | 91,0 | 0  |
| Jenny Lavigne         | Stars de Montréal   | 23 | 19 | 4 | 0   | 1 349 | 54 | 2,40 | 88,6 | 2  |
| Liz Knox (en)         | Thunder de Brampton | 19 | 12 | 6 | 1   | 1 146 | 57 | 2,98 | 81,8 | 1  |
| Erika Vanderveer (en) | Furies de Toronto   | 9  | 2  | 5 | 1   | 523   | 26 | 2,99 | 90,3 | 1  |
| Lundy Day (en)        | Alberta             | 10 | 4  | 6 | 0   | 604   | 40 | 3,98 | 89,0 | 0  |

## Récompenses
Le Gala des récompenses a lieu le 21 mars 2012 à Niagara Falls, dans la province de l'Ontario.

### Trophées
| Trophée                                             | Vainqueur                               |
| --------------------------------------------------- | --------------------------------------- |
| Trophée Angela James Meilleur pointeur de la saison | Meghan Agosta (Stars de Montréal)       |
| Meilleure joueuse                                   | Meghan Agosta (Stars de Montréal)       |
| Gardienne de l'année                                | Molly Schaus (Blades de Boston)         |
| Défenseur de l'année                                | Catherine Ward (Stars de Montréal)      |
| Attaquante de l'année                               | Meghan Agosta (Stars de Montréal)       |
| Recrue de l'année                                   | Courtney Birchard (Thunder de Brampton) |
| Entraîneur de l'année                               | Lauren McAuliffe (Blades de Boston)     |

### Équipes d'étoiles
| Position         | Joueuse            | Équipe              |
| ---------------- | ------------------ | ------------------- |
| Gardienne de but | Molly Schaus       | Blades de Boston    |
| Défenseure       | Catherine Ward     | Stars de Montréal   |
| Défenseure       | Molly Engstrom     | Thunder de Brampton |
| Attaquante       | Meghan Agosta      | Stars de Montréal   |
| Attaquante       | Caroline Ouellette | Stars de Montréal   |
| Attaquante       | Kelli Stack        | Blades de Boston    |

| Position         | Joueuse          | Équipe              |
| ---------------- | ---------------- | ------------------- |
| Gardienne de but | Jenny Lavigne    | Stars de Montréal   |
| Défenseure       | Gigi Marvin      | Blades de Boston    |
| Défenseure       | Tessa Bonhomme   | Furies de Toronto   |
| Attaquante       | Gillian Apps     | Thunder de Brampton |
| Attaquante       | Jayna Hefford    | Thunder de Brampton |
| Attaquante       | Vanessa Davidson | Stars de Montréal   |

| Position         | Joueuse           | Équipe              |
| ---------------- | ----------------- | ------------------- |
| Gardienne de but | Molly Schaus      | Blades de Boston    |
| Défenseure       | Catherine Ward    | Stars de Montréal   |
| Défenseure       | Courtney Birchard | Thunder de Brampton |
| Attaquante       | Meghan Agosta     | Stars de Montréal   |
| Attaquante       | Kelli Stack       | Blades de Boston    |
| Attaquante       | Erika Lawler      | Blades de Boston    |

## Coupe Clarkson
Le tournoi de la Coupe Clarkson se déroule du 22 au 25 mars 2012 au Gale Centre de Niagara Falls, dans la province de l'Ontario. La Ligue féminine de hockey de l'Ouest (WWHL) ayant suspendu ses activités, seule la LCHF est représentée au tournoi. Quatre équipes y prennent part, les Stars de Montréal, les Blades de Boston, le Thunder de Brampton et les Furies de Toronto.

### Tour préliminaire
| Clt   | Équipe              | PJ | V | D | DP | DF | BP | BC | Diff | Pts |
| ----- | ------------------- | -- | - | - | -- | -- | -- | -- | ---- | --- |
| +001, | Stars de Montréal   | 3  | 3 | 0 | 0  | 0  | 14 | 4  | +10  | 6   |
| +002, | Thunder de Brampton | 3  | 2 | 1 | 0  | 0  | 7  | 6  | +1   | 4   |
| +003, | Blades de Boston    | 3  | 1 | 1 | 1  | 0  | 11 | 10 | +1   | 3   |
| +004, | Furies de Toronto   | 3  | 0 | 3 | 0  | 0  | 4  | 16 | -12  | 0   |

- En italique : qualifié pour la finale de la Coupe Clarkson

### Finale
| 25 mars 2012 | Montréal | 4-2 (0-0, 3-0, 1-2) | Brampton | Gale Centre, Niagara Falls |

| Feuille de match | Feuille de match | Feuille de match        | Feuille de match                                                  | Feuille de match |
| ---------------- | --- | ----------------------- | ----------------------------------------------------------------- | ---------------- |
|                  | Cecere (Chu, Breton) — 20 min 23 s Ouellette (Thibault, Harbec) — 24 min 3 s Davidson (Ward, Blais) — 32 min 8 s - Blais (Agosta, Hill) — 52 min 54 s - | 1-0 2-0 3-0 3-1 4-1 4-2 | - Birchard (Bendus, Ironside) — 47 min 55 s - Piper — 57 min 27 s |                  |
| Jenny Lavigne    | Gardiens | Liz Knox                |                                                                   |                  |
| 16 min           | Pénalités | 12 min                  |                                                                   |                  |
|                  | |                         |                                                                   |                  |

### Statistiques

#### Meilleures pointeuses
| Joueuse                | Équipe              | PJ | B | A | Pts | Pun |
| ---------------------- | ------------------- | -- | - | - | --- | --- |
| Caroline Ouelette (en) | Stars de Montréal   | 4  | 5 | 3 | 8   | 2   |
| Meghan Agosta          | Stars de Montréal   | 4  | 4 | 2 | 6   | 0   |
| Gigi Marvin            | Blades de Boston    | 3  | 2 | 3 | 5   | 0   |
| Kelli Stack            | Blades de Boston    | 3  | 2 | 3 | 5   | 2   |
| Vicki Bendus (en)      | Thunder de Brampton | 4  | 1 | 4 | 5   | 6   |
| Catherine Ward         | Stars de Montréal   | 4  | 1 | 4 | 5   | 4   |

#### Meilleures gardiennes
Ci-après les meilleures gardiennes du tournoi ayant joué au moins 60 minutes.
| Gardienne     | Équipe(s)           | PJ | V | D | Pr. | Min | BC | Moy  | Bl |
| ------------- | ------------------- | -- | - | - | --- | --- | -- | ---- | -- |
| Jenny Lavigne | Stars de Montréal   | 3  | 3 | 0 | 0   | 180 | 2  | 0,67 | 2  |
| Liz Knox (en) | Thunder de Brampton | 4  | 2 | 2 | 0   | 239 | 10 | 2,51 | 0  |
| Molly Schaus  | Blades de Boston    | 3  | 1 | 2 | 0   | 200 | 10 | 3,00 | 0  |

### Récompenses
| Trophée              | Vainqueur                              |
| -------------------- | -------------------------------------- |
| Meilleure joueuse    | Caroline Ouellette (Stars de Montréal) |
| Meilleure gardienne  | Liz Knox (Thunder de Brampton)         |
| Meilleure défenseure | Molly Engstrom (Thunder de Brampton)   |
| Meilleure attaquante | Erika Lawler (Blades de Boston)        |

## Effectif champion
L'effectif des Stars déclaré champion de la Coupe Clarkson est le suivant :
- Gardiennes de but : Ann-Renée Desbiens, Catherine Herron, Jenny Lavigne
- Défenseures : Bianca Della Porta, Stéphanie Denino, Nathalie Déry, Carly Hill, Catherine Ward
- Attaquantes : Meghan Agosta, Emmanuelle Blais, Lisa-Marie Breton, Alyssa Cecere, Julie Chu, Vanessa Davidson, Sabrina Harbec, Noémie Marin, Rebecca Martindale, Caroline Ouellette, Kelly Sudia, Dominique Thibault, Sarah Vaillancourt
- Entraîneur : Patrick Rankine